# Gråen

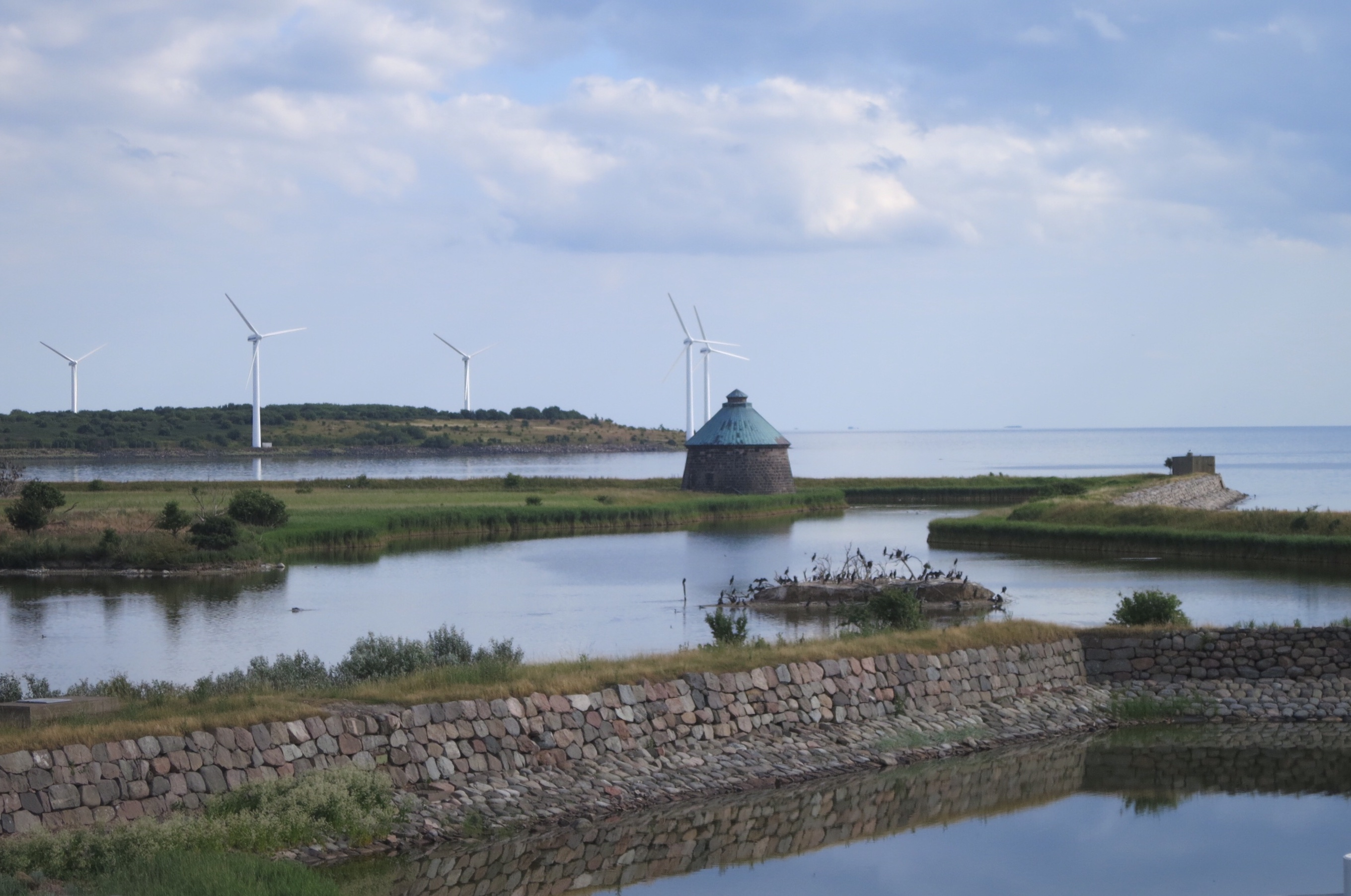
Gråen med det gamla "Kruttornet" från Venfärjan

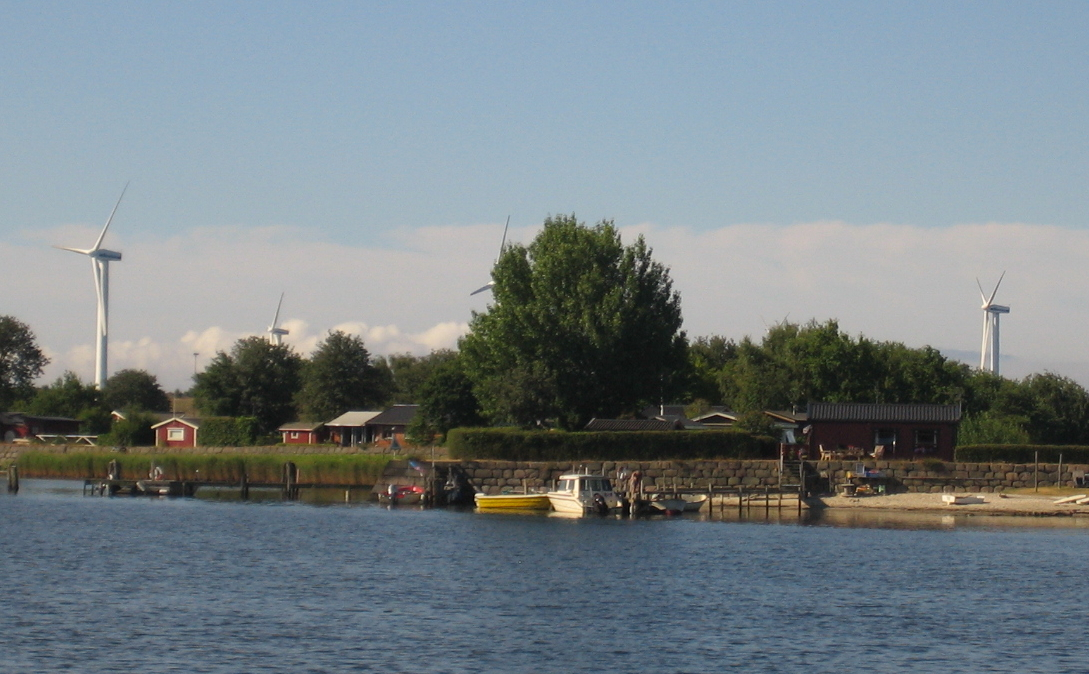
Koloniträdgårdar på Gråen

Gråen är en konstgjord ö utanför Landskrona som anlades vid det dåvarande grundet för att skydda hamnen mot militära angrepp. Befästningsarbetena påbörjades 1748 och avbröts 1788. I söder är Gråen förbunden med den sedan 1978 anlagda Gipsön. Gråen och Gipsön är ungefär lika stora och har tillsammans en area av drygt 80 hektar.
Gråen hyser ett 50-tal koloniträdgårdar på den östra sidan och ett fågelreservat i den norra och västra delen. Fågelreservatet har ett antal vallgravar och dammar, och är bland annat ett tillhåll för sjöfåglar som skarv och häger.
Norra delen av ön utgör Gråens naturreservat.